# Maciej Wilewski
Maciej Wilewski (ur. 16 czerwca 1969 w Łodzi) – polski aktor telewizyjny, filmowy i teatralny.

## Życiorys

### Wczesne lata
Urodził się w Łodzi, gdzie wychowywał się w dzielnicy Bałuty. Od wczesnych lat zainteresował się teatrem. W przedszkolu w inscenizacji Kot w butach wystąpił w roli złego brata. Uczęszczał do łódzkiej Szkoły Podstawowej nr 17. Ukończył łódzkie Liceum Księgarskie. Dostał się dopiero za szóstym razem na studia na Wydział Aktorski PWSFTviT w Łodzi, którą ukończył w 1999. W międzyczasie prowadził Teatr „Maska”, później współtworzył „Formację Maska” w Łodzi.

### Kariera
Debiutował na kinowym ekranie jako członek bandy Skiji w sensacyjnym dramacie wojennym Władysława Pasikowskiego Demony wojny według Goi (1998). Stał się znany szerokiej widowni jako „Osa”, goryl lokalnego gangstera Janusza Tracza (Dariusz Kowalski) w telenoweli TVP1 Plebania (2000-2011). 
Wystąpił gościnnie w Teatrze Ateneum w Warszawie jako Gienrich Jagoda – zawiadujący służbami bezpieczeństwa w sztuce Ronalda Harwooda Herbatka u Stalina (2000) w reż. Tomasza Zygadły, który zaangażował go do roli ochroniarza w Teatrze Telewizji w przedstawieniu Józefa Hena Błahostka (2001). W latach 2004–2006 był związany z Teatrem Powszechnym im. Jana Kochanowskiego w Radomiu, gdzie grał nauczyciela muzyki w komedii Moliera Mieszczanin szlachcicem (2004) w reż. Krzysztofa Galosa, kapitana, Króla Miraż i czarodzieja Muriela w dwóch częściach bajki Bolesława Leśmiana Przygody Sindbada Żeglarza (2004-2005) w reż. Jacka Papisa oraz Johna Philby’ego w farsie Dave’a Freemana Łóżko pełne cudzoziemców (2005) w reż. Krzysztofa Galosa.

## Filmografia
- 1998: Demony wojny według Goi − jako członek bandy Skiji
- 2000: Sukces − jako Krzak, kierowca Madejowej
- 2000–2011: Plebania − jako Radosław/Franciszek Osa Osówka, przyrodni brat Janusza Tracza
- 2000: 13 posterunek 2 (odc. 33)
- 2001: Gulczas, a jak myślisz... − jako operator filmu
- 2001: Eukaliptus − jako klient Sheili
- 2001: Tam i z powrotem − jako tajniak
- 2001: Requiem − jako Sławek, nabywca motoroweru Tomasza
- 2001: Klan − jako Alek, kierownik planu filmu, przy którym jako kierowca pracował Ryszard Lubicz
- 2002: Samo życie − jako pokerzysta, z którym grał Kacper Szpunar
- 2002: Dzień świra − jako mężczyzna w reklamie
- 2002: Chopin. Pragnienie miłości − jako celnik na granicy
- 2003: Zaginiona − jako policjant przeszukujący dom Tokarskich (odc. 5)
- 2003: Sloow − jako złodziej
- 2003–2013: Na Wspólnej − jako senator Krupski
- 2004: Fala zbrodni − jako Dryblas (odc. 18)
- 2004: Czego się boją faceci, czyli seks w mniejszym mieście − jako taksówkarz (seria II, odc. 1)
- 2005: Pitbull − jako prokurator Tomala
- 2005: PitBull − jako prokurator Tomala
- 2005: Kryminalni − jako „Bułgar” (odc. 31)
- 2006: W krainie jaskrawych zabawek − jako kanar
- 2007: Na dobre i na złe − jako Mirek, mąż Aldony (odc. 284)
- 2007: I kto tu rządzi? − jako strażnik miejski (odc. 20)
- 2009: Teraz albo nigdy − jako urzędnik USC, udzielający ślubu Basi i Andrzejowi (odc. 44)
- 2009–2013: Pierwsza miłość − jako Ryszard Maj; Januszko
- 2010: Tancerze − jako Rafał Biegański (odc. 23)
- 2010: Ojciec Mateusz − jako Stasiak (odc. 37)
- 2010: Licencja na wychowanie − jako pan Nowak (odc. 1)
- 2010: Daleko od noszy − jako prezes Dalibąk (odc. 185)
- 2011: Warsaw Dark
- 2011: Ojciec Mateusz − jako Olgierd Smolik (odc. 84)
- 2011: Układ warszawski − jako Andrzej Kwiecień „Paruzel” (odc. 2)
- 2011: Listy do M. − jako kierowca ciężarówki z choinkami
- 2012: Galeria − jako Gwarczyński (odc. 107, 109 i 111)
- 2012: Hans Kloss. Stawka większa niż śmierć − jako strażnik w Barczewie
- 2013: Komisarz Alex − jako Marek Kulisz (odc. 50)
- 2013–2014: Pierwsza miłość - Januszko, przekupiony policjant przez Igora Kaczmarczyka
- 2014: Prawo Agaty − jako detektyw Wojciech Kuczyński (odc. 71)
- 2014: Sąsiady – jako sąsiad
- 2014: Na dobre i na złe – jako doktor Walczewski (odc. 559, 560)
- 2014: Kochanie, chyba cię zabiłem – jako niemiecki motocyklista
- 2014–2015: Barwy szczęścia – jako Lech Godlewski
- 2015: Przypadki Cezarego P. – jako komornik Morawski (odc. 1)
- 2015: Dziewczyny ze Lwowa – jako detektyw (odc. 10)
- 2016: Ojciec Mateusz – jako Mirek Fabisiak, partner Kornelii, ojciec Róży, Zyszka i Norberta (odc. 192)
- 2016: Ranczo – jako kamerzysta (odc. 126)
- 2017: M jak miłość – jako Mariusz Głowacki
- 2017: Amok – jako policjant w tv
- 2017: Komisarz Alex – jako Sławomir Tański, dyrektor aquaparku (odc. 128)
- 2017: Druga szansa – jako Majchrzak (odc. 5, sezon 3)
- 2017: Lekarze na start – jako mecenas Sławomir Rajzeman, adwokat, pełnomocnik Stanisława Zbierskiego, ojca Łukasza (odc. 30)
- 2018: Świat według Kiepskich – jako ochroniarz (odc. 531)
- 2018: Korona królów – jako Tomasz (odc. 29)
- 2018: Za marzenia – jako taksówkarz (odc. 3)
- 2018: Diagnoza – jako facet od czarnej roboty od Oliwiera (odc. 21–24)
- 2018: Ślad – jako Dariusz Trzciński, mąż Wandy, ojczym Anny Wrońskiej i ojciec Sebastiana Trzcińskiego (odc. 26)
- 2019: Znaki – jako prokurator Jerzy Połański (odc. 12, 13)
- 2019: Ojciec Mateusz – jako windykator Sowa (odc. 265)
- 2019: Na dobre i na złe – jako porucznik Straży Granicznej Andrzej Giza (odc. 752, 753)
- 2019: 39 i pół tygodnia – jako prezydent Warszawy (odc. 10)
- 2020: Święty – jako Japończyk
- 2020: Policjantki i policjanci – jako Kosta
- od 2022: Klan – Radosław Skoczek, sąsiad Pawła Lubicza